# Roseline Filion
Roseline Filion (n. 3 iulie 1987, Laval, provincia Québec, Canada) este o săritoare în apă ce a reprezentat Canada, medaliată olimpică. A participat la 3 ediții ale Jocurilor Olimpice (2008, 2012, 2016) în care a câștigat o medalie de bronz.